# Xenofrea albofasciata
Xenofrea albofasciata es una especie de escarabajo longicornio del género Xenofrea, tribu Xenofreini, subfamilia Lamiinae. Fue descrita científicamente por Galileo & Martins en 2001.

## Descripción
Mide 6,3-7 milímetros de longitud.

## Distribución
Se distribuye por Brasil.